# Jeffrey DeMunn
Jeffrey DeMunn (Buffalo, 25 de abril de 1947) é um ator norte-americano de teatro, cinema e televisão. Ele é mais conhecido por aparecer em todos os filmes do diretor Frank Darabont e por interpretar Dale Horvath na série de televisão The Walking Dead.

## Vida e carreira
DeMunn nasceu em Buffalo, Nova Iorque, filho de Violet e James DeMunn, e enteado da atriz Betty Lutes DeMunn. Ele se formou no Union College com um Bacharelado em Inglês.
Ele é casado com Ann Sekjaer desde 1974; eles têm dois filhos: Heather e Kevin. Ele e seu filho Kevin trabalharam juntos no filme The Majestic, onde Kevin interpretou um atendente dos correios perto do final.

### Teatro
Ele se mudou para a Inglaterra no início da década de 1970, recebendo treinamento em teatro na Old Vic Theatre. Quando ele retornou aos Estados Unidos, DeMunn atuou em uma produção da Royal Shakespeare Company de King Lear, e várias outras produções fora da Broadway, incluindo Bent, Modigliani e A Midsummer Night's Dream. DeMunn também participou na produção de peças em desenvolvimento na Eugene O'Neill Theater Center.

### Cinema
Ele é um conhecido favorito do diretor Frank Darabont, tendo trabalhado em todos os filmes do diretor: The Shawshank Redemption, The Green Mile, The Majestic e The Mist (ele também apareceu no remake de The Blob, que Darabont escreveu). Ele esteve envolvido em amis adaptações de obras de Stephen King do que qualquer outro ator; além de The Shawshank Redemption, The Green Mile e The Mist, ele apreceu na minissérie Storm of the Century, além de ter narrado os audilivros de Dreamcatcher e The Colorado Kid.

### Televisão
DeMunn já apareceu em várias séries de televisão, incluindo Kojak, Law & Order, Law & Order: Special Victims Unit e Law & Order: Trial by Jury. Em 1995, ele apareceu na minissérie da HBO Citizen X, interpretando o serial killer Andrei Chikatilo, recebendo uma indicação ao Primetime Emmy Award de Melhor Ator Coadjuvante em uma Minissérie ou Filme.
De outubro de 2010 a março de 2012 interpretou o personagem Dale Horvath na série de terror pós-apocalíptico The Walking Dead (série desenvolvida por Darabont).